# 葡萄叶翠雀花
葡萄叶翠雀花（学名：Delphinium sinovitifolium）为毛茛科翠雀属的植物，是中国的特有植物。分布于中国大陆的四川等地，生长于海拔3,500米的地区，多生长于山地，目前尚未由人工引种栽培。